# フィリップ・ルートヴィヒ (プファルツ＝ノイブルク公)
フィリップ・ルートヴィヒ（Philipp Ludwig, 1547年10月2日 - 1614年8月22日）は、プファルツ＝ノイブルク公（在位：1569年 - 1614年）。ヴォルフガングとヘッセン方伯フィリップの娘アンナの長男。プファルツ＝ツヴァイブリュッケン公ヨハン1世、プファルツ＝ズルツバッハ公オットー・ハインリヒ、プファルツ＝ツヴァイブリュッケン＝ウォーエンシュトラウス＝パルクシュタイン公フリードリヒ、プファルツ＝ツヴァイブリュッケン＝ビルケンフェルト公カール1世の兄。

## 生涯
1569年の父の死に伴い、遺領を4人の弟と分割、ノイブルク公領を相続した。1574年、ユーリヒ＝クレーフェ＝ベルク公ヴィルヘルム5世の娘アンナと結婚した。1604年に弟のオットー・ハインリヒが息子の無いまま没すると、遺領のプファルツ＝ズルツバッハを領土に組み込んだ。更に1609年、義弟のヨハン・ヴィルヘルムも子の無いまま死亡するとその遺領を巡ってブランデンブルク選帝侯ヨーハン・ジギスムント（ヨハン・ヴィルヘルムの姪アンナの夫）と争い（ユーリヒ＝クレーフェ継承戦争）、ルター派からカルヴァン派に鞍替えしてプロテスタント同盟の支援を受けたヨーハン・ジギスムントに対抗して、カルヴァン派からカトリックに改宗、カトリック連盟へ寝返った。
1614年にヨーハン・ジギスムントと和睦、クレーフェとマルク、ラーフェンスベルクはブランデンブルク選帝侯へ、ユーリヒとベルクはプファルツ＝ノイブルク公が所有する事に決定した。同年に死去、ノイブルク公領とユーリヒ、ベルクは長男のヴォルフガング・ヴィルヘルムが、ズルツバッハは次男のアウグストが、ヒルポルトシュタインは3男のヨハン・フリードリヒが相続した。

## 子女
アンナとの間に8人の子を儲けた。
- アンナ・マリア（1575年 - 1643年） - ザクセン＝ヴァイマル公フリードリヒ・ヴィルヘルム1世と結婚。
- ドロテア・サビーネ（1576年 - 1598年）
- ヴォルフガング・ヴィルヘルム（1578年 - 1653年） - プファルツ＝ノイブルク公、ユーリヒ＝ベルク公
- オットー・ハインリヒ（1580年 - 1581年）
- アウグスト（1582年 - 1632年） - プファルツ＝ズルツバッハ公
- アマリア・ヘトヴィヒ（1584年 - 1607年）
- ヨハン・フリードリヒ（1587年 - 1644年） - プファルツ＝ズルツバッハ＝ヒルポルトシュタイン公
- ゾフィー・バルバラ（1590年 - 1591年）